# On Death Row
On Death Row è un documentario per la televisione in quattro episodi realizzato nel 2012 da Werner Herzog. Le quattro puntate raccontano altrettante storie di condannati a morte in carceri americane del Texas e della Florida. Una quinta storia viene invece raccontata nel lungometraggio per il cinema Into the Abyss, che è stato realizzato in contemporanea dalla stessa troupe. La serie è stata presentata durante la 62ª Berlinale con il titolo Death Row. Con lo stesso titolo è stata trasmessa in TV nel marzo 2012 dall'emittente inglese Channel 4. L'edizione americana dell'emittente Investigation Discovery, intitolata On Death Row, veniva introdotta da un intervento della giornalista Paula Zahn dopo ogni interruzione pubblicitaria.

## Episodi

### James Barnes
Arrestato per l'omicidio della moglie nel 1998, in prigione Barnes si converte all'islam e confessa un altro omicidio precedente, per il quale viene condannato a morte.

### Joseph Garcia & George Rivas
Fanno parte del gruppo dei "Texas Seven", che dopo essere evaso di prigione ha tentato una rapina, causando la morte di un poliziotto. George Rivas è stato giustiziato nel febbraio 2012, pochi giorni prima della messa in onda della serie.

### Hank Skinner
Condannato per l'assassinio della fidanzata e dei due figli di lei, ha scampato l'esecuzione all'ultimo minuto, e ha fatto ricorso alla corte suprema perché venga effettuato un test del DNA che dovrebbe provare la sua innocenza.

### Linda Anita Carty
Condannata per aver ucciso una ragazza di 25 anni per rapirle il figlio neonato, la Carty sarebbe la prima donna inglese giustiziata da più di un secolo.